# Lignopsis spongiosa
Lignopsis spongiosa är en korallart som beskrevs av Perez och Zamponi 2000. Lignopsis spongiosa ingår i släktet Lignopsis och familjen Briareidae.
Artens utbredningsområde är Södra Ishavet. Inga underarter finns listade i Catalogue of Life.